# كريستينا إلم
كريستينا إلم (بالدنماركية: Christina Elm)‏ مواليد 16 يونيو 1995، هي لاعبة كرة يد دانمركية تلعب كحارس مرمى. مثلت منتخب الدنمارك لكرة اليد للسيدات. تلعب مع فريق كوبنهاغن لكرة اليد.

## روابط خارجية
- كريستينا إلم على موقع الاتحاد الأوروبي لكرة اليد (الإنجليزية)